# Gordiano II
Marco Antônio Gordiano (em latim: Marcus Antonius Gordianus), mais conhecido como Gordiano II, foi imperador em 238 com seu pai Gordiano I e contra Maximino Trácio (r. 235–238).

## Vida
Gordiano nasceu em 192 e era filho de Gordiano I e sua esposa, cujo nome é incerto; a História Augusta criou o nome Fábia Orestila. Caso seja o dedicado na Vida dos Sofistas de Filóstrato, sua mãe pode ter sido neta de Herodes Ático. A História alega que foi aluno de Sereno Samônico, filho do autor homônimo do tempo da dinastia severa (193–235), mas cuja existência é questionada. A mesma obra diz que foi questor sob Heliogábalo (r. 218–222) e cônsul sufecto sob Alexandre Severo (r. 222–235). Ainda se foi o dedicado de Filóstrato, serviu como comandante da IV Legião Cita em Antioquia e governador pretoriano da Acaia. Em 237, era legado de seu pai na África Proconsular. Em 238, em Cartago, foi declarado coimperador de Gordiano I, que havia sido declarado imperador em Tisdro após uma revolta eclodir na província contra Maximino Trácio (r. 235–238).
Tal afirmação se baseia no relato presente na Vida dos Gordianos da História, mas a mesma obra, no capítulo sobre Maximino Trácia e seu filho, alega que Gordiano II foi elevado junto com seu pai em Tisdro. Um papiro fragmentado do Egito parece confirmar que sua aclamação não foi simultânea com a de Gordiano I, mas sua interpretação é debatida. O coetâneo Herodiano não cita-o nos eventos de Tisdro e indica que foi reconhecido com seu pai dias depois, quando a revolta foi anunciada publicamente em Roma e o senado a apoiou. Seja qual for a sequência dos eventos, ao se tornar imperador, foi cognominado Africano pelos revoltosos. Três semanas após o início de seus reinados, o governador da Numídia Capeliano marchou contra Cartago e Gordiano II foi feito comandante das tropas de defesa. Foi derrotado e morto e seu corpo nunca foi recuperado, permitindo a Capeliano capturar sua capital. Com a ascensão de seu sobrinho Gordiano III (r. 238–244), foi deificado.